# Бостон, Ральф
Гарольд Ральф Бостон (англ. Harold Ralph Boston; 9 мая 1939, Лорел, Миссисипи — 30 апреля 2023) — американский легкоатлет (прыжки в длину). Олимпийский чемпион (1960) и призер (1964, 1968), пятикратный рекордсмен мира по прыжкам в длину.

## Ранние годы и образование
Родился в Лорел, штат Миссисипи. Будучи студентом Университета штата Теннесси, он выиграл титул Национальной студенческой спортивной ассоциации 1960 года в прыжках в длину. В августе того же года он побил мировой рекорд в соревнованиях, удерживаемых Джесси Оуэнсом в течение 25 лет на эстафете Mt.SAC. Уже являясь мировым рекордсменом, он улучшил отметку выше 27 футов (8,2 м), прыгнув на 27 футов 0,5 дюйма (8,242 м) на эстафете Модесто 27 мая 1961 года.

## Поздние годы
В статье Los Angeles Times о Бостоне от 2 августа 2010 года, примерно совпавшей с 50-летием его первоначального мирового рекорда, он описывается как разведённый прадедушка, писавший автобиографию. Он делил своё время между Атлантой, Джорджией и Ноксвиллем.

Умер 30 апреля 2023 года в возрасте 83 лет после перенесённого инсульта.